# Emblema nacional de Tailandia
El emblema nacional de Tailandia (en tailandés: ตราแผ่นดินของไทย) está formado por la representación de Garudá. Es denominado Phya Khrut o Garudá Real. Además de símbolo nacional es emblema del monarca tailandés, de su autoridad y de otros miembros de la familia real.
Garudá es una figura mítica en el hinduismo y en budismo. En el emblema tailandés y en los estandartes de los miembros de la familia real aparece representado como una criatura de color rojo que porta una corona. Tiene un torso y brazos humanos y unas patas y plumas de ave.
En el emblema nacional tailandés, la figura del Garudá hace referencia al Krut Pha "Garuda actuando como vehículo del dios Vishnú."

## Historia
En 1873, el rey Chulalongkorn de Siam (Rama V) decidió adoptar un escudo de armas con el estilo que poseía la heráldica en Occidente. Aproximadamente cuarenta años después el mismo monarca decidió que había que modificar de nuevo el escudo porque poseía un carácter excesivamente occidentalizado y no figuraba en el mismo el Garudá, que había sido el símbolo de la autoridad real desde los tiempos del Reino de Ayutthaya.
Chulalongkorn encargó a su hermano, el príncipe Naris, realizar un nuevo blasón. El príncipe Naris diseñó unas armas en las que figuraban Garudá, Naga y el dios Vishnu. Estas armas aparecían colocadas dentro de un círculo, con el diseño característico de un sello, fueron utilizadas durante un corto período puesto que el monarca solicitó que se retirasen las imágenes de Vishnu y Naga.
Después del reinado de Chulalongkorn, el rey Vajiravudh ordenó de nuevo crear una nueva versión del escudo. Ésta contenía las armas del rey Chulalongkorn a las que se había añadido otro borde en su parte exterior para incluir el nombre ceremonial del monarca. De esta forma, cuando era coronado un nuevo rey, se modificaba el escudo para incluir el nombre ceremonial que le correspondiese. En 1935, después de la abdicación del rey Prajadhipok, el nuevo rey Ananda Mahidol no llegó a ser coronado, su nombre ceremonial no fue añadido al escudo y éste no volvió a figurar en las armas de los monarcas tailandeses.
En su versión actual, el emblema nacional tailandés consiste en una imagen de Garudá sin ningún círculo. Se realizan esculturas del Garudá Real, que son concedidas por el monarca tailandés como distintivo de la autorización real, otorgado a compañías que gozan de sus confianza y con las que la Casa Real realiza contratos comerciales.
| | | |
| Sello de Siam, con las imágenes de Garudá, Naga y Vishnu. Utilizado como sello real antes del reinado de Rama V. | Sello de Siam. Versión diseñada por el príncipe Naris para sustituir el escudo utilizado entre 1871. | Versión actual del sello real tailandés. Se le añade el nombre ceremonial de cada monarca en su parte exterior. |

Escudo del monarca tailandés de 1873 a 1910.

Entre 1873 y 1910 Siam contó con un escudo con el estilo característico de la heráldica occidental. Este escudo fue adoptado durante el reinado del rey Chulalongkorn (Rama V), que encargó a su primo el príncipe Pravij Jumsai elaborar un escudo de estilo europeo. Este escudo, que fue conocido como el escudo de armas del Rey de Siam (พระราชลัญจกรประจำแผ่นดินสยาม), contó con los elementos propios de la tradición heráldica europea. Su descripción o blasonamiento es la siguiente:

Escudo partido y mantelado en jefe. En la primera partición, de oro, un elefante de tres cabezas, de frente y de plata por Siam; en la segunda, de gules, un elefante pasante de plata ensillado de oro, por Laos; en la tercera partición, de gules (representado de color rosa), dos Kris de oro  puestas en souter por la Suzeranía de Malasia.

El escudo acolado de la Espada de la Victoria y del Bastón del monarca tailandés, de oro, sobre un manto de plata, guarnecido de oro, alzado con una cinta de gules (representado de color rosa). Por soportes, en la diestra, un león-elefante y, en la siniestra, el "Rey de los Leones", de carnación y de oro sobre una terraza surmontada de dos pantuflas de lo mismo; los tenantes o soportes sostienen dos parasoles reales de siete niveles del mismo metal. Al timbre los emblemas del Chakra y Trisula surmontados de la Gran Corona de la Victoria. El todo rodeado por los collares de la Antigua y Auspiciosa Orden de las Nueve Gemas y de la Muy Ilustre Orden de Chula Chom Klao.
Por divisa o lema "สพฺเพสํ สงฺฆภูตานํ สามคฺคี วุฑฺฒิ สาธิกา", "Sabbesam Sanghabhutānam Sāmaggī Vuḍḍhi Sādhiga." que en pali significa "La Unidad Brinda Felicidad", de oro, en una lista o cinta de gules bordeada de oro y de sínople.

- El elefante de tres cabezas, conocido como Erawan (เอราวัณ) (denominado Airavata por los hindúes), es el vehículo del dios Indra. Las tres cabezas simbolizan el norte, el centro y el sur de Siam.
- El elefante que representa a Laos alude a la denominación nativa del territorio "Lan Xang", la tierra de un millón de elefantes.
- Las Kris del blasón de Malasia son un tipo de daga empleado en el Sudeste Asiático.
- Los dos soportes del escudo, el león-elefante o Kojasiha (คชสีห์) y el "Rey de los Leones" o Rajasiha (ราชสีห์), representan los antiguos departamentos "Kalahom" (actual Ministerio de Defensa) y "Mahatthai" (Ministerio del Interior).
- La Gran Corona de la Victoria, la Espada de la Victoria, el bastón, los parasoles de siete niveles y las pantuflas indias (situadas sobre la terraza) son las insignias reales tailandesas.
- Los emblemas alusivos al Chakra y al Trisula, otra insignia de la Dinastía Chakri, son dos símbolos religiosos hindúes y budistas con forma de tridente.
- La Orden de las Nueve Gemas representa al Budismo. La Orden de Chula Chom Klao contiene en su insignia un retrato del rey Chulalongkorn.
- El manto que adorna el escudo es el de la Orden de Chula Chom Klao, el color rosa de la cinta simboliza el día del nacimiento del rey Chulalongkorn.

Emblema de la Dinastía Chakri, compuesto por los símbolos del Chakra y del Trisula.

Este escudo fue retirado en 1910 al considerar que poseía un estilo demasiado occidentalizado. Esta decisión también pudo responder a que Siam fue obligada a renunciar a Laos por los franceses (entre 1893 y 1904) y a Malasia por los británicos (en 1909).
El escudo de 1873 continúa figurando en la insignia utilizada en las gorras de la Policía Real Tailandesa y es el emblema de la Real Academia Militar de Chulachomklao.

## Variantes heráldicas

Empleado como distintivo de autorización real